# Lobeza turnina
Lobeza turnina är en fjärilsart som beskrevs av William Schaus 1928. Lobeza turnina ingår i släktet Lobeza och familjen tandspinnare. Inga underarter finns listade i Catalogue of Life.